# Kantonsrat (Luzern)

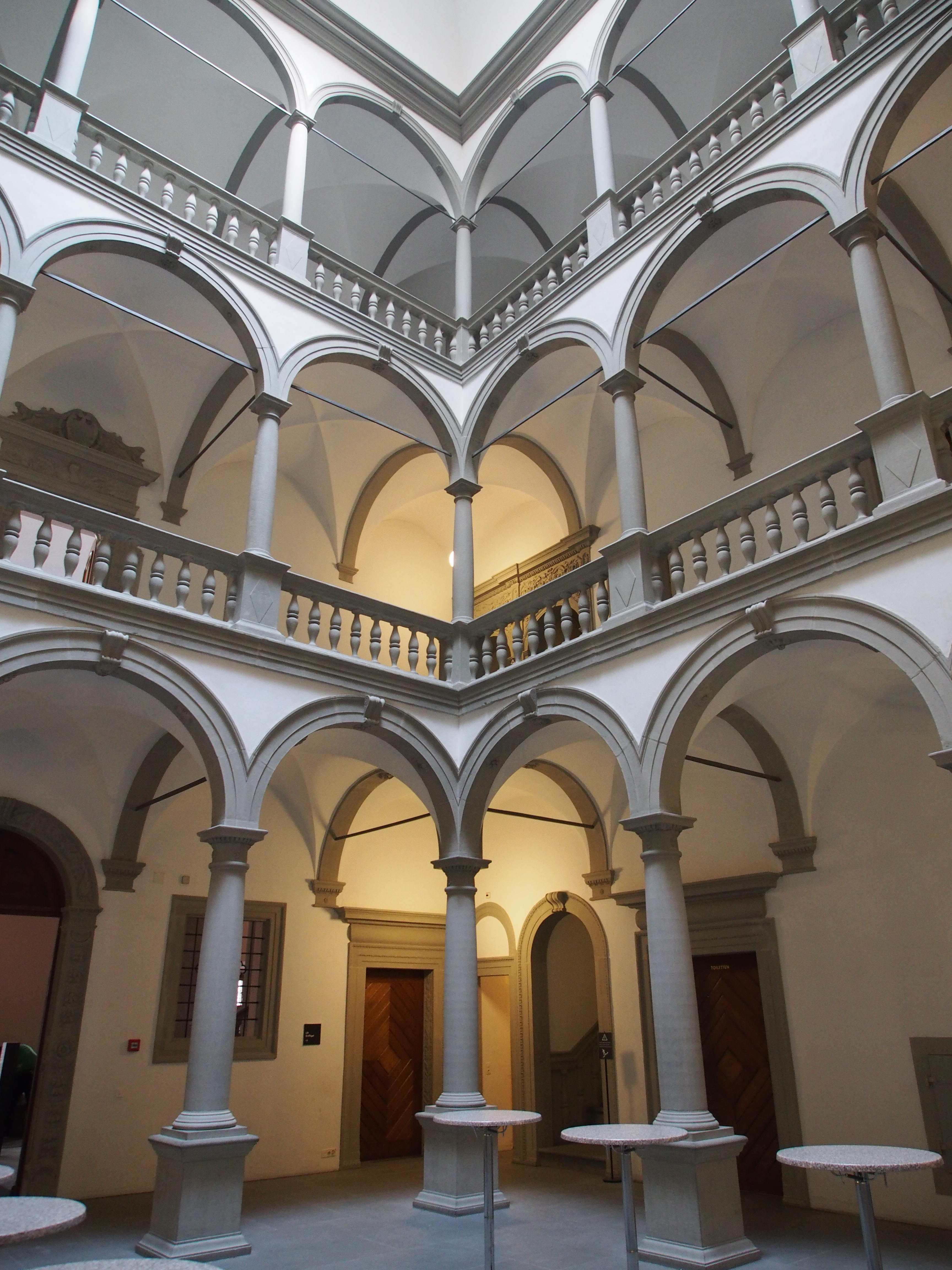
Im Regierungsgebäude von Luzern hält der Kantonsrat seine Sitzungen ab (2011)

Der Kantonsrat Luzern (bis 2007 Grossrat) ist das Parlament des Kantons Luzern. Er tagt im Kantonsratssaal im Regierungsgebäude in Luzern und ist die gesetzgebende und oberste aufsichtführende Behörde des Kantons. Seine 120 Mitglieder werden, verteilt auf sechs Wahlkreise, nach dem Proporzverfahren für vier Jahre gewählt. Der Kantonsrat erlässt alle grundlegenden und wichtigen Bestimmungen in Form von Gesetzen. Er hält in der Regel jährlich neun Sessionen (Sitzungen) von je zwei Tagen (jeweils Montag/Dienstag) ab. Die letzte Gesamterneuerungswahl fand am 2. April 2023 statt, mit einem zweiten Wahlgang am 14. Mai.
Seinen heutigen Namen erhielt das Parlament mit der neuen Luzerner Kantonsverfassung, die am 1. Januar 2008 in Kraft trat. Zuvor hiess es Grosser Rat.

## Aufgaben

### Allgemein
Grundsätzliche Vorgaben zum Kantonsrat finden sich in der Luzerner Staatsverfassung in den Artikeln 36 bis 50.
Die 120 Mitglieder des Kantonsrats werden für eine Dauer von vier Jahren gewählt. Der Rat übt unter Vorbehalt der Volksrechte die oberste Gewalt aus. Er beschliesst Gesetze und führt Aufsicht über die staatlichen Organe des Kantons, also Regierungsrat, Gerichte und sonstige Behörden.

## Geschäftsleitung
Nach einer Erneuerungswahl des Kantonsrates findet die Wahl des Kantonsratspräsidenten statt. Sobald dieser den Vorsitz übernommen hat, werden die weiteren Geschäftsleitungsmitglieder gewählt.
Gemäss dem Kantonsratsgesetz des Kantons Luzern besteht das Wahlbüro des Kantonsrates aus dem Vizepräsidenten, den Stimmenzählern sowie ihren Stellvertretern. Sie sind für die gleichen Ämter im Folgejahr nicht mehr wählbar.

## Ratsbetrieb

### Allgemeines
Der Kantonsrat gilt dann als beschlussfähig, wenn mindestens 61 der 120 Mitglieder anwesend sind.

### Parlamentarische Instrumente
Den Mitgliedern des Kantonsrates stehen diverse Instrumente zur Verfügung, um einen Vorstoss zu starten:
- Anfrage: Mit der Anfrage wird vom Regierungsrat Auskunft über eine Angelegenheit der Staatsverwaltung verlangt. Die Antwort des Regierungsrats ist in der Regel schriftlich.
- Bemerkungen: Bemerkungen sind kurze Feststellungen oder Anregungen zu Planungs- und Rechenschaftsberichten, zum Voranschlag und zur Staatsrechnung oder zu Teilen davon sowie zum Legislaturprogramm.
- Einzelinitiative: Die Einzelinitiative enthält den Entwurf einer Verfassungsänderung, eines Gesetzes, eines Dekretes oder eines Kantonsratsbeschlusses (Erlass, Änderung oder Aufhebung). Die Einzelinitiative wird von einer Kommission vorberaten und dem Regierungsrat zur Stellungnahme überwiesen. Liegt der Bericht des Regierungsrates vor, geht die Einzelinitiative an den Kantonsrat.
- Motion: Sie enthält einen Auftrag an die zuständige Behörde, dem Kantonsrat eine der folgenden Beratungsunterlagen zu unterbreiten: Botschaft und Entwurf zu einer Verfassungsänderung, einem Gesetz, einem Dekret oder einem Kantonsratsbeschluss, einen besonderen Planungsbericht oder einen besonderen Rechenschaftsbericht. Die Motion kann in ein Postulat umgewandelt werden.
- Postulat: Das Postulat kann den Auftrag an den Regierungsrat enthalten, zu prüfen, ob dem Kantonsrat Botschaft und Entwurf zu einer Verfassungsänderung, einem Gesetz, einem Dekret oder einem Kantonsratsbeschluss vorzulegen sei, die Anregung an den Regierungsrat, in einer Angelegenheit seines Zuständigkeitsbereiches in bestimmter Weise vorzugehen, oder die Anregung an das Obergericht oder das Verwaltungsgericht, in einer Angelegenheit, die den Geschäftsgang im Bereich ihrer Zuständigkeit und Aufsicht betrifft, in bestimmter Weise vorzugehen. Möglich ist auch die Eingabe eines Dringlichen Postulats. Die Dringlichkeit muss vom Antragssteller nachgewiesen werden.

## Wahlergebnisse seit 1903
Nachfolgend sind die Sitzverteilungen im Grossen Rat (bis 2007)/Kantonsrat (ab 2011) seit 1903 dargestellt:

## Aktuelle Zusammensetzung
- Grüne: 12
- SP: 19
- GLP: 8
- Mitte: 32
- FDP: 22
- SVP: 27

## Wahlkreise und Wahlsystem
Seit den Gesamterneuerungswahlen 1999 umfasst der Luzerner Kantonsrat 120 Mitglieder, vorher waren es 170. Die Mitglieder werden nach Verhältniswahlrecht gewählt. Seit dem 1. Januar 2008 ist der Kanton Luzern in sechs Wahlkreise eingeteilt, wobei die Wahlkreise Willisau und Entlebuch einen Wahlkreisverbund bilden.
Die Zuteilung der Sitze erfolgt nach der Einwohnerzahl der Wahlkreise. Für die letzte Gesamterneuerungswahl im Jahre 2023 galt folgende Wahlkreisunterteilung:
| Wahlkreisnummer | Wahlkreisname | zugehörige Gemeinden | Anzahl Vertreter (2023–2027) |
| --------------- | ------------- | --- | ---------------------------- |
| 1               | Luzern-Stadt  | Luzern | 24                           |
| 2               | Luzern-Land   | Adligenswil, Buchrain, Dierikon, Ebikon, Gisikon, Greppen, Honau, Horw, Kriens, Malters, Meggen, Meierskappel, Root, Schwarzenberg, Udligenswil, Vitznau, Weggis                                                                                 | 30                           |
| 3               | Hochdorf      | Aesch, Altwis, Ballwil, Emmen, Ermensee, Eschenbach, Hitzkirch, Hochdorf, Hohenrain, Inwil, Rain, Römerswil, Rothenburg, Schongau | 21                           |
| 4               | Sursee        | Beromünster, Büron, Buttisholz, Eich, Geuensee, Grosswangen, Hildisrieden, Knutwil, Mauensee, Neuenkirch, Nottwil, Oberkirch, Rickenbach, Ruswil, Schenkon, Schlierbach, Sempach, Sursee, Triengen                                               | 22                           |
| 5               | Willisau      | Alberswil, Altbüron, Altishofen, Dagmersellen, Ebersecken, Egolzwil, Ettiswil, Fischbach, Gettnau, Grossdietwil, Hergiswil bei Willisau, Luthern, Menznau, Nebikon, Pfaffnau, Reiden, Roggliswil, Schötz, Ufhusen, Wauwil, Wikon, Willisau, Zell | 16                           |
| 6               | Entlebuch     | Doppleschwand, Entlebuch, Escholzmatt-Marbach, Flühli, Hasle, Romoos, Schüpfheim, Werthenstein, Wolhusen | 7                            |

## Kantonsratspräsidium
Bis 2015 bestimmte das Kalenderjahr das Präsidialjahr, seit 2016 beginnt das Präsidialjahr jeweils im Juli. Nachfolgend die Kantonspräsidentinnen beziehungsweise -präsidenten seit dem Jahr 2010:
| Jahr      | Name                     | Partei                                      |
| --------- | ------------------------ | ------------------------------------------- |
| 2010      | Hans Luternauer          | FDP.Die Liberalen (FDP)                     |
| 2011      | Leo Müller               | Christlichdemokratische Volkspartei (CVP)   |
| 2012      | Trix Dettling-Schwarz    | Sozialdemokratische Partei der Schweiz (SP) |
| 2013      | Urs Dickerhof            | Schweizerische Volkspartei (SVP)            |
| 2014      | Irene Keller             | FDP.Die Liberalen (FDP)                     |
| 2015/2016 | Franz Wüest              | Christlichdemokratische Volkspartei (CVP)   |
| 2016/2017 | Andreas Hofer            | Grüne Partei der Schweiz (GPS)              |
| 2017/2018 | Vroni Thalmann-Bieri     | Schweizerische Volkspartei (SVP)            |
| 2018/2019 | Hildegard Meier-Schöpfer | FDP.Die Liberalen (FDP)                     |
| 2019/2020 | Josef Wyss               | Christlichdemokratische Volkspartei (CVP)   |
| 2020/2021 | Ylfete Fanaj             | Sozialdemokratische Partei der Schweiz (SP) |
| 2021/2022 | Rolf Bossart             | Schweizerische Volkspartei (SVP)            |
| 2022/2023 | Rolf Born                | FDP.Die Liberalen (FDP)                     |
| 2023/2024 | Judith Schmutz           | Grüne Partei der Schweiz (GPS)              |
| 2024/2025 | Ferdinand Zehnder        | Die Mitte (Mitte)                           |